# Vlaardingen
Vlaardingen je město v nizozemské provincii Jižní Holandsko. Leží na břehu Nové Mázy a patří k metropolitní oblasti Rotterdam-Haag. Obec Vlaardingen má rozlohu 26,7 km² a žije v ní přibližně 74 tisíc obyvatel. Dělí se na části Vlaardingen Centrum, Westwijk, Vettenoordse polder, Vlaardingen Oost, Ambacht/Babberspolder, Holy Zuid, Holy Noord a Broekpolder.
Za předchůdce města je považována římská osada Flenium, i když její lokalizace je sporná. V roce 1018 se konala bitva u Vlaardingenu, v níž Frísové odrazili invazi vojsk římského císaře Jindřicha II. V roce 1273 získal Vlaardingen městská práva.
Město bylo známé lovem a zpracováním ryb, každoročně v červnu se koná slavnost Vlaardings Loggerfestival, zaměřená na pokrmy ze sleďů. Na náměstí byl vztyčen pomník utonulým lodníkům, jehož autorem je Govert van Brandwijk. Ve Vlaardingenu se nachází soukromý obchodní přístav Vulcaanhaven, ropný terminál Matex a výzkumné centrum firmy Unilever. Městem prochází průplav Vlaardingervaart a ústí nedaleko něj Beneluxtunnel. Vzhledem k rozvinutému průmyslu a dopravě se město dlouhodobě potýká s nízkou kvalitou ovzduší.
K vlaardingenským památkám patří kostel Grote Kerk, radnice, neorenesanční vila Francina, tržnice Visbank a veřejná vážnice. V roce 2009 byl otevřen most De Twist ve tvaru šroubovice. Ve městě sídlí muzeum hudebních nástrojů, které založil Ton Stolk. Kulinářskou specialitou jsou sušenky IJzerkoekje.
Od roku 1987 město uděluje cenu Geuzenpenning, pojmenovanou podle gézů a odměňující bojovníky za lidská práva.
Ve Vlaardingenu se narodili hrabě Floris I. Holandský, politik Wouter Bos, modelka Karen Mulderová, zpěvačka Noortje Herlaarová, fotbalista Wim Koevermans, tenistka Caroline Visová a judista Mark Huizinga.
Funkci starosty zastává Bert Wijbenga z Lidové strany pro svobodu a demokracii. Partnerským městem Vlaardingenu je Moravská Třebová.